# Metepeira atascadero
Metepeira atascadero là một loài nhện trong họ Araneidae.
Loài này thuộc chi Metepeira. Metepeira atascadero được miêu tả năm 2001 bởi Piel.